# Нассер Ель Сонбаті
Нассер Ель Сонбаті (15 жовтня 1965, Штутгарт — 20 березня 2013, Сан-Дієго) — професійний культурист, поліглот.

## Біографія
Навчався в Аугбургському університеті. Вивчав соціологію, політекономію та історію (мав наукові ступені). Бодібілдингом став захоплюватися з 1983 року. Професійний статус отримав після перемоги на «Містер Югославія» (1989 р). З 1990 року брав перемоги або призові місця на міжнародних змаганнях. Дев'ять разів виступав в Містер Олімпія (починаючи з 1994 р .; в 1997 р зайняв друге місце). У 1999 р переміг у змаганні Арнольд Класік. Останній виступ — на «Європа Супершоу 2005» (14 місце).
Володів сімома мовами. За повідомленнями численних зарубіжних джерел 21 березня 2013 Нассер Ель Сонбаті помер від ниркової недостатності. Останнім часом жив у Сан-Дієго (Каліфорнія).

## Виступи

### Перемоги
- 1995 Houston Pro Invitational
- 1995 Ніч Чемпіонів
- 1996 Гранд Прі Чехія
- 1996 Гранд Прі Росія
- 1996 Гранд Прі Швейцарія
- 1999 Арнольд Класік